# ميغان كورتني
ميغان كورتني (بالإنجليزية: Megan Courtney)‏ (27 أكتوبر 1993 في الولايات المتحدة - ) هي لاعبة كرة طائرة الولايات المتحدة في مركز ضارب خارجي ‏.

## وصلات خارجية
- ميغان كورتني على موقع الاتحاد الأوروبي (الإنجليزية)
- ميغان كورتني على موقع دوري الدرجة الأولى الإيطالي للكرة الطائرة - سيدات (الإيطالية)